# Dąbrówka (Tomaszów Mazowiecki)
Dąbrówka [pronunciación en polaco: /dɔmˈbrufka/] es un pueblo ubicado en el distrito administrativo (gmina) de Czerniewice, dentro del condado de Tomaszów Mazowiecki, voivodato de Łódź, Polonia. Según el censo de 2011, tiene una población de 335 habitantes.
Está ubicado aproximadamente a 3 kilómetros al sur de Czerniewice, a 16 kilómetros al noreste de Tomaszów Mazowiecki y a 50 kilómetros al este de la capital regional, Lodz.